# Srđan Mrkušić
Srđan Mrkušić (* 26. Mai 1915 in Podgora, Österreich-Ungarn, heutiges Kroatien; † 30. Oktober 2007 in Belgrad) war ein jugoslawischer Fußballtorhüter. Er nahm an der Fußball-Weltmeisterschaft 1950 teil.

## Karriere

### Verein
Mrkušić begann in der Jugend von AŠK Split mit dem Fußballspielen. 1934 wechselte er in die Jugend von Hajduk Split. Dort rückte er ein Jahr später in die erste Mannschaft auf.
1936 wechselte Mrkušić nach Belgrad, wo er für den BSK spielte, mit dem er 1939 die jugoslawische Meisterschaft gewann. Der Zweite Weltkrieg unterbrach seine Karriere, da der Spielbetrieb vier Jahre lang praktisch zum Erliegen gekommen war. Nach Wiederaufnahme des Spielbetriebs vertrat Mrkušić die Mannschaft der Volksrepublik Serbien, einer Teilrepublik im nunmehr kommunistischen Jugoslawien.
Die neuen kommunistischen Behörden Jugoslawiens waren im Rahmen der Wiedereinführung der nationalen Meisterschaft damit beschäftigt, bestehende Vorkriegsvereine aufzulösen und neue Vereine zu gründen. In der Praxis bedeutete dies meist, dass Spieler und Infrastruktur der alten Klubs neu zugeordnet und unter neuem Namen und neuer Führung wieder zusammengeführt wurden. Mrkušić wurde einem dieser Klubs, dem FK Roter Stern Belgrad zugewiesen, der gerade von der Staatssicherheit gegründet worden war.
Bis zu seinem Karriereende 1953 gewann Mrkušić mit Roter Stern zwei weitere Meisterschaften sowie dreimal in Folge den Pokal des Marschall Tito.

### Nationalmannschaft
Am 23. März 1941, knapp zwei Wochen vor dem Einmarsch der Wehrmacht in Jugoslawien, gab der 25-jährige Mrkušić in einem Spiel gegen Ungarn sein Debüt in der Nationalmannschaft des Königreichs Jugoslawien.
Nach dem Ende des Zweiten Weltkriegs bestritt er zehn Länderspiele für die Nationalmannschaft der Föderativen Volksrepublik Jugoslawien.
Bei der Weltmeisterschaft 1950 in Brasilien wurde Mrkušić in allen drei Gruppenspiele gegen die Schweiz, Mexiko und Brasilien eingesetzt. Jugoslawien beendete die Gruppe als Zweiter und verpasste damit das Weiterkommen in die nächste Runde.
Sein letztes Länderspiel bestritt der mittlerweile 35-jährige Mrkušić am 8. Oktober 1950 bei der 2:7-Niederlage in einem Freundschaftsspiel gegen Österreich. Er wurde in der 75. Spielminute beim Stand von 2:6 gegen Vladimir Beara ausgewechselt.

## Erfolge
- Jugoslawischer Meister: 1939, 1951, 1953
- Jugoslawischer Pokalsieger: 1948, 1949, 1950